# Ер (переписна місцевість, Массачусетс)
Ер (англ. Ayer) — переписна місцевість (CDP) в США, в окрузі Міддлсекс штату Массачусетс. Населення — 2986 осіб (2020).

## Географія
Ер розташований за координатами 42°33′44″ пн. ш. 71°35′5″ зх. д. / 42.56222° пн. ш. 71.58472° зх. д. (42.562221, -71.584844).  За даними Бюро перепису населення США в 2010 році переписна місцевість мала площу 3,60 км², з яких 3,43 км² — суходіл та 0,16 км² — водойми.

## Демографія
Згідно з переписом 2010 року, у переписній місцевості мешкало 2868 осіб у 1338 домогосподарствах у складі 672 родин. Густота населення становила 797 осіб/км².  Було 1523 помешкання (423/км²).
Расовий склад населення:
| - 86,6 % — білих - 4,5 % — чорних або афроамериканців - 2,5 % — азіатів - 0,5 % — корінних американців - 0,3 % — вихідців з тихоокеанських островів - 2,0 % — осіб інших рас |

До двох чи більше рас належало 3,5 %. Частка іспаномовних становила 6,7 % від усіх жителів.
За віковим діапазоном населення розподілялося таким чином: 21,3 % — особи молодші 18 років, 65,5 % — особи у віці 18—64 років, 13,2 % — особи у віці 65 років та старші. Медіана віку мешканця становила 39,9 року. На 100 осіб жіночої статі у переписній місцевості припадало 97,9 чоловіків;  на 100 жінок у віці від 18 років та старших — 93,2 чоловіків також старших 18 років.
Середній дохід на одне домашнє господарство  становив 74 436 доларів США (медіана — 56 530), а середній дохід на одну сім'ю — 90 772 долари (медіана — 70 123). За межею бідності перебувало 10,3 % осіб, у тому числі 19,0 % дітей у віці до 18 років та 16,6 % осіб у віці 65 років та старших.
Цивільне працевлаштоване населення становило 1748 осіб. Основні галузі зайнятості: освіта, охорона здоров'я та соціальна допомога — 23,9 %, виробництво — 17,2 %, мистецтво, розваги та відпочинок — 12,5 %, роздрібна торгівля — 8,5 %.